# Sigurdo, o Anel

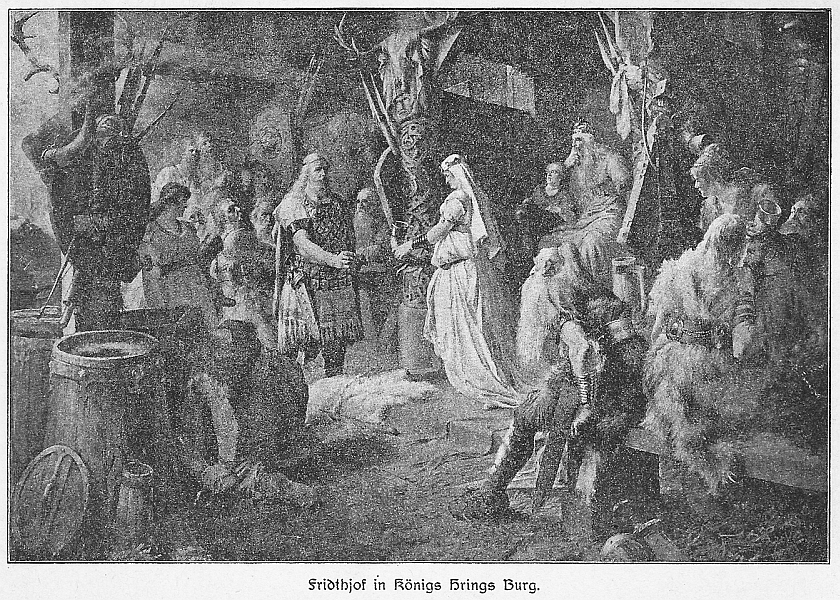
Fritjof e Ingeborg no castelo do rei Hring, o rei Sigurd Hring está sentado no trono com seu filho Ragnar no colo

Sigurd Ring (em nórdico antigo Sigurðr hringr), nascido por volta do ano 750, foi um rei lendário sueco mencionado por formas diferentes em fontes como Norna-Gests þáttr, Feitos dos Danos, Saga de Hervör e Sögubrot af Nokkrum. Ele era pai de Ragnar Lodbrok.
Era sobrinho do rei dinamarquês Haroldo Dente de Guerra, que o colocou como rei vassalo dos suíones (Svitjod) e dos Gotas ocidentais (Gotalândia Ocidental), enquanto o próprio Haroldo Dente de Guerra continuou como rei dos Danos e dos Gotas orientais (Gotalândia Oriental). Mais tarde, Sigurdo venceu seu tio na colossal Batalha de Bråvalla, tendo então ficado também rei da Dinamarca e da Gotalândia Oriental.
Ele governou até se tornar muito velho, tendo então se apaixonado pela bela e jovem Alvsol de Vendsyssel, mas não obteve autorização da família para se casar com ela. Sigurd atacou e matou os irmãos de Alvsol. Mas Alvsol suicidou-se por envenenamento para não ser capturada por Sigurdo. Desgostoso, Sigurd suicidou-se com uma espada a bordo de um navio em chamas.